# Talkbox

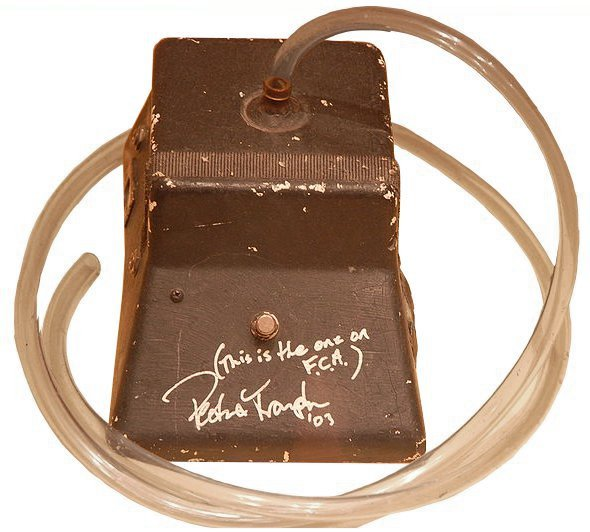
Die Talkbox von Peter Frampton

Eine Talkbox ist ein Effektgerät in der Musik zur Veränderung des Klangs eines verstärkten Musikinstruments mit Hilfe des Mundraumes. Oft wird sie mit E-Gitarren und Synthesizern verwendet.

## Geschichte
Vorläufer der Talkbox waren seit den 1930er Jahren Verstärker mit angeschlossenen Schläuchen, unter anderem die „Singing Guitar“ von Alvino Rey, das „Sonovox“ von Gilbert Wright und die „Talking Steel Guitar“ von Pete Drake. 
Der Name „Talk Box“ wurde 1973 mit der Einführung der „Heil Talk Box“ von Bob Heil geprägt.

## Funktionsweise
Das Signal (z. B. aus einer E-Gitarre) wird verstärkt entweder durch einen zusätzlichen Verstärker oder einen in der Talkbox eingebauten Verstärker. Bei E-Gitarrenverstärkern kann es einen Ausgang für einen zusätzlichen Lautsprecher geben, an den auch eine Talkbox angeschlossen werden kann. 
Durch einen in einer kleinen Druckkammer montierten Lautsprecher (in der Regel ein kräftiger Horntreiber) wird das elektrische Signal in Schall umgewandelt und in einen Schlauch geleitet. Der Musiker hält das Ende dieses Schlauches, der an einen Mikrofonständer montiert wird, im Mund. Der Schall wird so durch die Mundöffnung in den Vokaltrakt geleitet. Genau wie beim Bilden von Vokalen kann durch Veränderung der Stellung von Zunge und Lippen (evtl. auch des Kiefers) der Resonanzraum verändert werden. Der Mundraum bildet einen akustischen Filter und Formanten können aufgeprägt werden, indem bestimmte Frequenzen im Vergleich zu anderen stärker hervortreten. Der so veränderte Schall wird üblicherweise durch ein Mikrofon vor dem Mund wieder aufgenommen. Er kann so zur Aufnahme verwendet oder bei einer musikalischen Darbietung weiter verstärkt und z. B. über eine Beschallungsanlage wiedergegeben werden.
Einerseits kann ein Klang durch diese Art der Filterung verformt werden, wie es auch mit elektronischen Filtern gemacht wird, andererseits kann man mit einer Talkbox ein Instrument auch „sprechen“ lassen. Dabei formt man den Mund wie beim Sprechen, bleibt dabei aber stumm. Die Anregung des Vokaltraktes erfolgt nicht durch die Schwingung der Stimmlippen, sondern durch den Schall aus dem Schlauch. Es erfordert eine gewisse Übung, zwar die Vokale stumm zu artikulieren, die Konsonanten aber wie üblich zu formen. So muss z. B. ein stimmloser Konsonant wie das T wie beim normalen Sprechen gebildet werden. Weiterhin müssen Stimme und Instrument zeitlich genau aufeinander abgestimmt sein: Im Beispiel des T muss das Instrument stumm sein, damit das Ergebnis der üblichen Sprache ähnlich wird.
Damit die klangliche Veränderung durch eine Talkbox deutlich hervortritt, muss das verwendete Signal genügend Obertöne bzw. eine gute Ausprägung im hohen Frequenzbereich seines Spektrums besitzen. Daher gibt es Talkboxen mit einem eingebauten Verzerrer und Klangreglern, um das Signal mit Obertönen anreichern und anpassen zu können. Bei der Verwendung mit Synthesizern kann durch Einstellung bzw. Wahl eines Presets ein geeigneter Klang gefunden werden. Mit einer Talkbox lassen sich Klänge bilden, die vom Spektrum, Umfang und der Geschwindigkeit des Wechsels aufeinanderfolgender Töne mit der natürlichen menschlichen Stimme nicht möglich wären.

## Unterschied zum Vocoder
Während bei der Talkbox ein akustisches Signal durch den Mundraum geleitet wird, erfolgt beim Vocoder die elektronische Analyse der gesprochenen Sprache, die durch ein Mikrofon aufgenommen wird. Dort erfolgt die Filterung des Signals eines Instrumentes durch elektronische Filter, die den Vokaltrakt und damit die Formanten nachbilden. Ein Vocoder kann daher auch mit bestehenden Aufnahmen von Sprache benutzt werden, während der Einsatz einer Talkbox stets einen Live-Musiker erfordert.

## Verwendung
Einem breiten Publikum bekannt wurde das Gerät durch Peter Frampton, der sie im Solo des Songs „Do You Feel Like We Do“ (1976) verwendete. Einige Beispiele für bekannte Stücke mit Talkbox-Einsatz sind:
- 1973: Rocky Mountain Way von Joe Walsh
- 1975: Hair of the Dog von Nazareth
- 1977: Pigs (Three Different Ones), Wish You Were Here und Keep Talking von Pink Floyd
- 1980: The Zoo von Scorpions
- 1986: Livin’ on a Prayer von Bon Jovi
- 1991: Delilah von Queen
- 1995: California Love von 2pac, Talkbox gespielt von Roger Troutman
- 1996: Hier kommt die Maus von Stefan Raab
- 1999:  It’s My Life von Bon Jovi